# Texara rufipes
Texara rufipes är en tvåvingeart som först beskrevs av Walker 1849.  Texara rufipes ingår i släktet Texara och familjen barkflugor. Inga underarter finns listade i Catalogue of Life.